# Marsilea farinosa
Marsilea farinosa là một loài dương xỉ trong họ Marsileaceae. Loài này được Launert mô tả khoa học đầu tiên năm 1968.